# Opdrachtwet
Opdrachtwetten zijn (in Belgisch recht) wetten waarin het parlement aan de regering de opdracht geeft om een bepaalde wet te maken of aan te passen.  Deze opdracht is beperkter omschreven dan in een volmachtenwet: het gaat om een specifiek omschreven beleidsdomein. Zo is de regering op basis van een opdrachtwet bevoegd om het verkeersreglement op te stellen. De uitoefening van de opdracht gebeurt onder voortdurende controle van het parlement, dat de opdracht altijd kan intrekken om de materie zelf te regelen. Met een opdrachtwet draagt het parlement enkele welomschreven bevoegdheden over aan de regering. De constitutionele basis hiervoor ligt in de Belgische Grondwet - Titel III. De Machten, inzonderheid artikel 105 en 108.
Er bestaan vier soorten opdrachtwetten:
1. de gewone opdrachtwet
2. de kader- of raamwet
3. de bijzonderemachtenwet
4. de buitengewonemachtenwet.

Soms wordt de term opdrachtwet ook gebruikt als overkoepelende term voor volmachtenwetten, kaderwetten en opdrachtwetten in strikte zin. Binnen deze groep draagt een volmachtwet de meeste, en een opdrachtwet in strikte zin de geringste bevoegdheden over aan de regering. Ook geeft een opdrachtwet, in tegenstelling tot een volmachtwet, een limitatief beschreven bevoegdheid: uitsluitend datgene wat in de wet omschreven wordt, mag door de regering op grond daarvan ter hand genomen worden.